# Шабдар Осып
Шабда́р О́сып (настоящее имя Шабда́ров Ио́сиф Архи́пович) (27 марта 1898, д. Малая Лужала, Царевококшайский уезд Казанской губернии — 11 ноября 1937, Йошкар-Ола) — марийский поэт, драматург, педагог и литературовед. Член Союза писателей СССР с 1934 года. Считается одним из основоположников марийской литературы.

## Биография
Родился в бедной крестьянской семье, в 4 года остался без матери, из-за бедности окончил лишь 2-классную школу.
Был слушателем педагогических курсов в Сернурском педтехникуме (1918—1922), окончил Казанский Восточно-педагогический институт (1929—1932), обучался в аспирантуре этого же института.
Работал сельским учителем, директором Куженерского школьного городка, с 1933 года — преподавателем литературы в Марпединституте.
Участвовал в работе I съезда писателей СССР, был членом правления, председателем правления Союза советских писателей Марийской АССР.
В мае 1937 года был арестован по подозрению в национализме, антисоветизме и расстрелян 11 ноября 1937 года. Его прах, предположительно, покоится на Мендурском кладбище.
Реабилитирован в 1956 году.

## Творчество
Печатался с 1918 года. Его первые стихи печатались в газетах «Йошкар кече» («Красное солнце»), «Марий илыш» («Марийская жизнь»).
Автор поэтических книг «Кӱсле йӱк» («Звук гуслей») (1929), «Вурс йӱк» («Стальной звон») (1933), повестей «Кориш» («Гриша») (1931), «Акыр саман» («Гибель мира») (1930), «Телеграмма» (1933), «Тӱшка вий дене» («Коллективными усилиями») (1931), романа «Ӱдырамаш корно» («Доля женская») (1937). Один из авторов (вместе с С. Чавайном и Олыком Ипаем) эпической поэмы «Песнь о богатыре Чоткаре» (о судьбе марийского народа в форме поэтического письма И. В. Сталину) (1936). Автор 4 пьес, одна из них — «Илыш йыжыҥ» («Перипетии жизни») — поставлена в Марийском государственном театре (1929); остальные пьесы утеряны.
Шабдар Осып наравне с С. Чавайном, В. Мухиным, Я. Ялкайном, Н. Игнатьевым является одним из основоположников марийской литературы. Также являлся педагогом и общественным деятелем. Во время работы преподавателем он составил программы и хрестоматии по марийской литературе для школ, написал несколько научно-исследовательских работ, в том числе литературоведческие статьи «О социалистическом реализме», «Марийские поэты и поэзия», «Марийская поэзия эпохи империализма», «Основные этапы развития марийской литературы», «Пушкин и марийская литература» и др. Им написан ряд статей по вопросам языкознания, методики преподавания литературы в школе и вузе.
Произведения Ш. Осыпа неоднократно переиздавались, включались в учебные программы школ и вузов, переведены на русский, венгерский, татарский, чувашский и другие языки.

## Основные произведения
Ниже перечислены основные произведения Ш. Осыпа:

### На марийском языке
- Кÿсле йÿк: почеламут-влак (Звуки гусель: стихи). Йошкар-Ола, 1929. 38 с.
- Ӱдырамаш корно; Акыр саман: повесть, ойлымаш (Доля женская; Гибель мира: повесть, рассказ). Йошкар-Ола, 1930. 72 с.
- Тÿшка вий дене: ойлымаш (Коллективными усилиями: рассказы). Йошкар-Ола, 1931. 64 с.
- Кориш: икшыве илыш гыч ойлымаш (Гриша: рассказ о детстве). Йошкар-Ола, 1931. 72 с.; 1957. 84 с.; 1958. 100 с.; 1974. 128 с.
- Вурс йÿк: почеламут-шамыч (Стальной звон: стихи). Йошкар-Ола, 1933. 104 с.
- Ӱдырамаш корно: роман (Доля женская). М., 1937. 316 с.; Йошкар-Ола, 1975. 224 с.
- Вурс йÿк: ойырен налме произведений-влак. Йошкар-Ола, 1975. 224 с.
- Мурпого: почеламут, поэма, повесть, статья-влак (Мое богатство — песни: стихи, поэма, повести, статьи). Йошкар-Ола, 1988. 416 с.

### В переводе на русский язык
- Гибель мира: рассказ / пер. на рус. А. Деревяшкина // Натиск (Горький). 1934. № 10. С. 50—59.
- Доля женская: повесть; Гибель мира: рассказ / пер. на рус. А. Кременского. Йошкар-Ола, 1959. 92 с.
- Кориш: повесть / пер. на рус. В. Муравьёва. М., 1959. 64 с.
- Гибель мира: рассказ / пер. на рус. В. Муравьёва // Родник. М., 1961. С. 19—36.
- Гибель мира: рассказ / пер. на рус. А. Кременского // В семье великой. Т. 1. М., 1972. С. 227—243.
- Певцу: стихи / пер. на рус. А. Казакова // Песня, ставшая книгой: рождённая Октябрем поэзия. М., 1982. С. 380.
- К свету; Сила Ленина; Певцу; Наше время; Весенний ветер: стихи / пер. на рус. С. Сомовой, А. Казакова, А. Ойслендера // Соловьиный родник. Йошкар-Ола. С. 23—27.

## Память
- Его именем названы: переулок[4] и улица в Йошкар-Оле (1957)[5], Мустаевская средняя школа Сернурского района Марий Эл[2].
- Ш. Осыпу поставлен памятник-бюст в п. Сернур (12 июня 1968)[6][7].
- На родине писателя в д. Малая Лужала Сернурского района ему установлен памятный камень (2007)[2].